# Burgau (Steiermark)

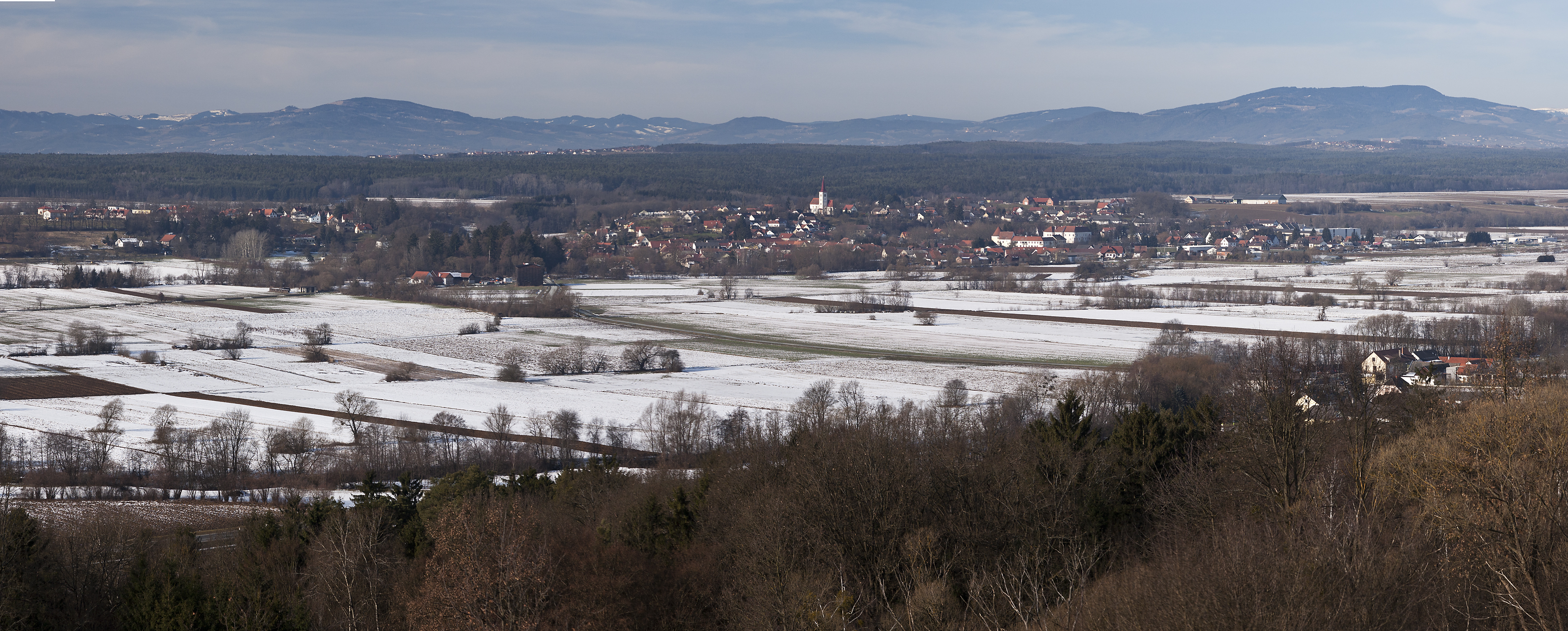
Die Marktgemeinde Burgau von Südosten

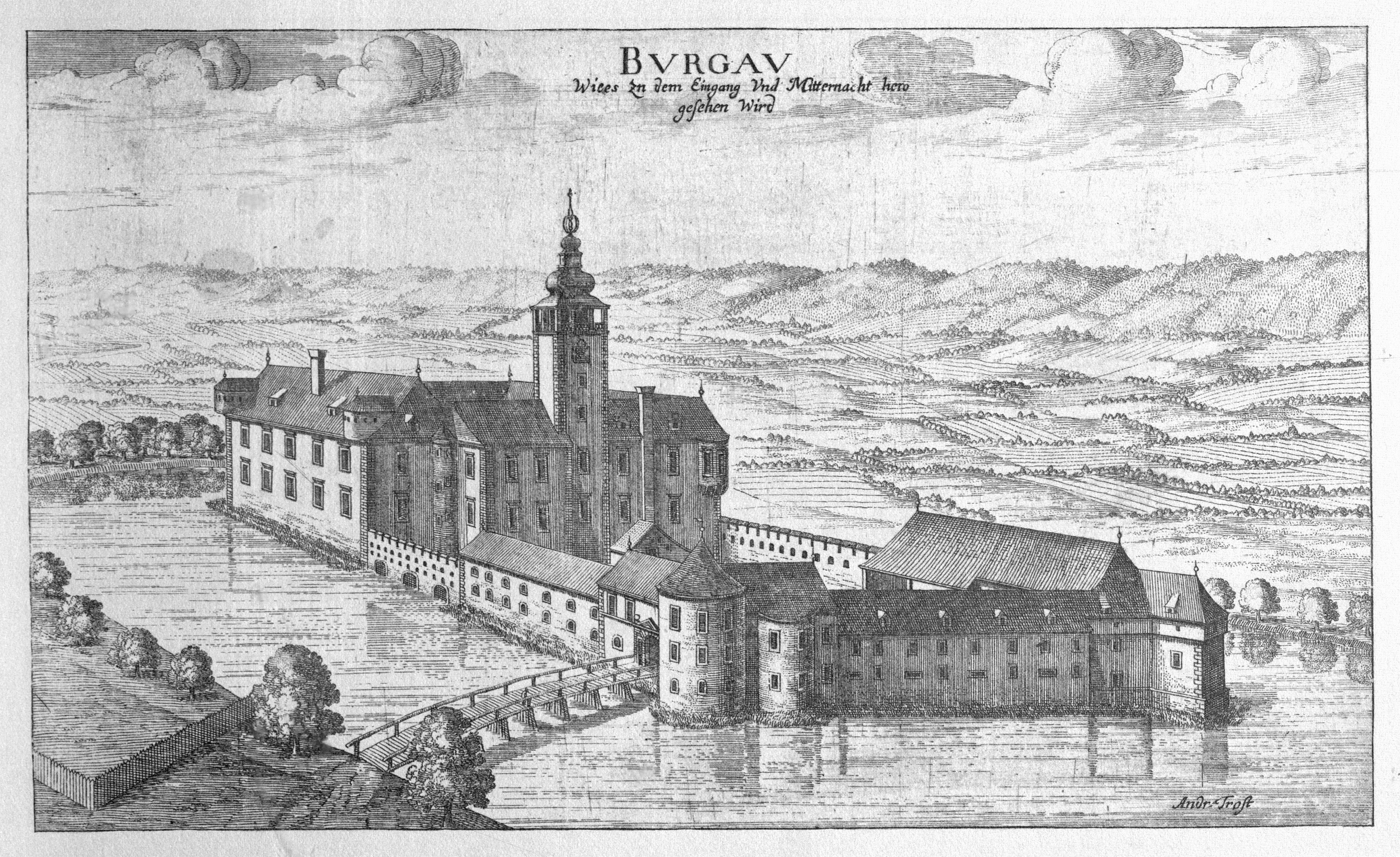
Stich von Georg Matthäus Vischer

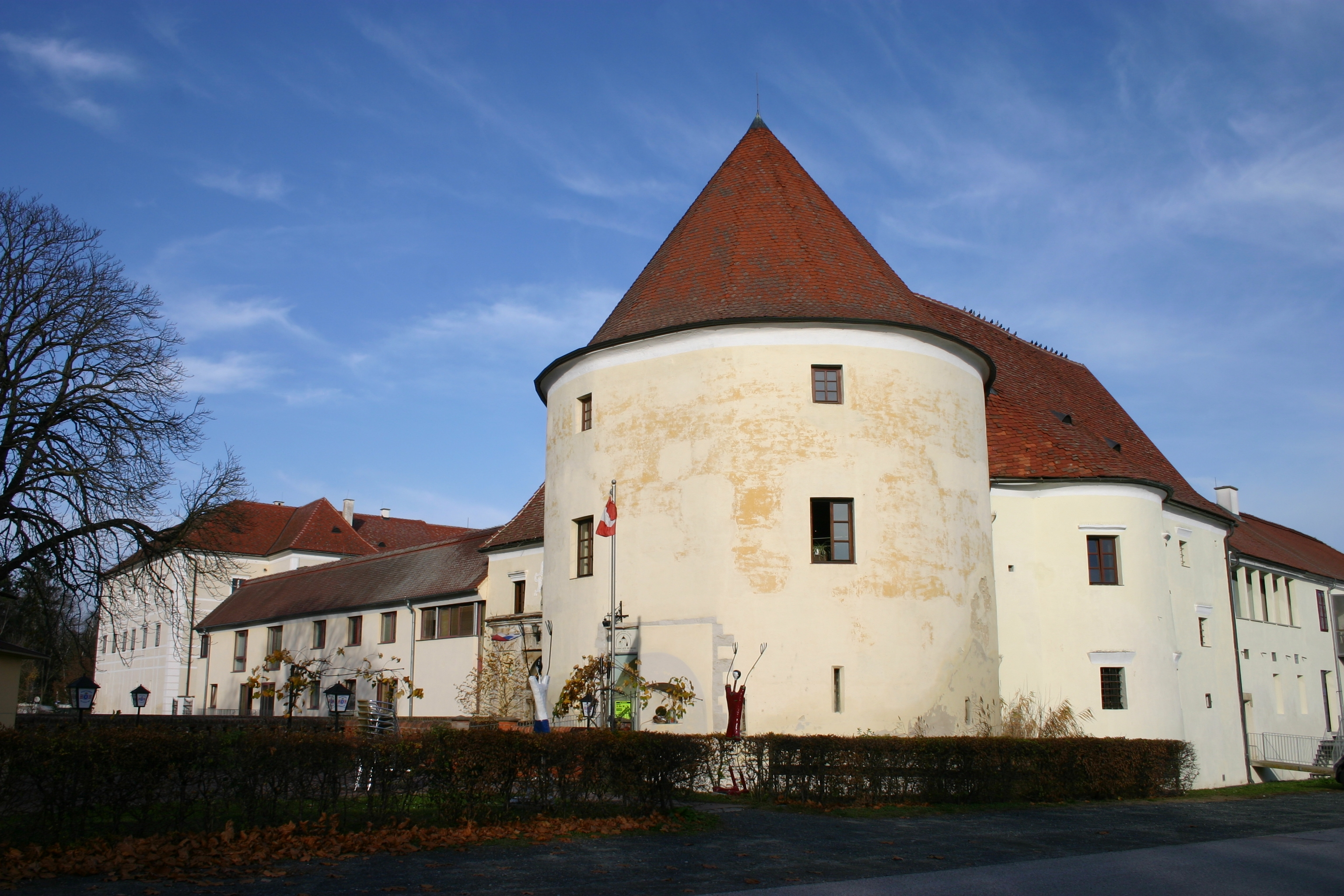
Schlossturm an der Südwestseite

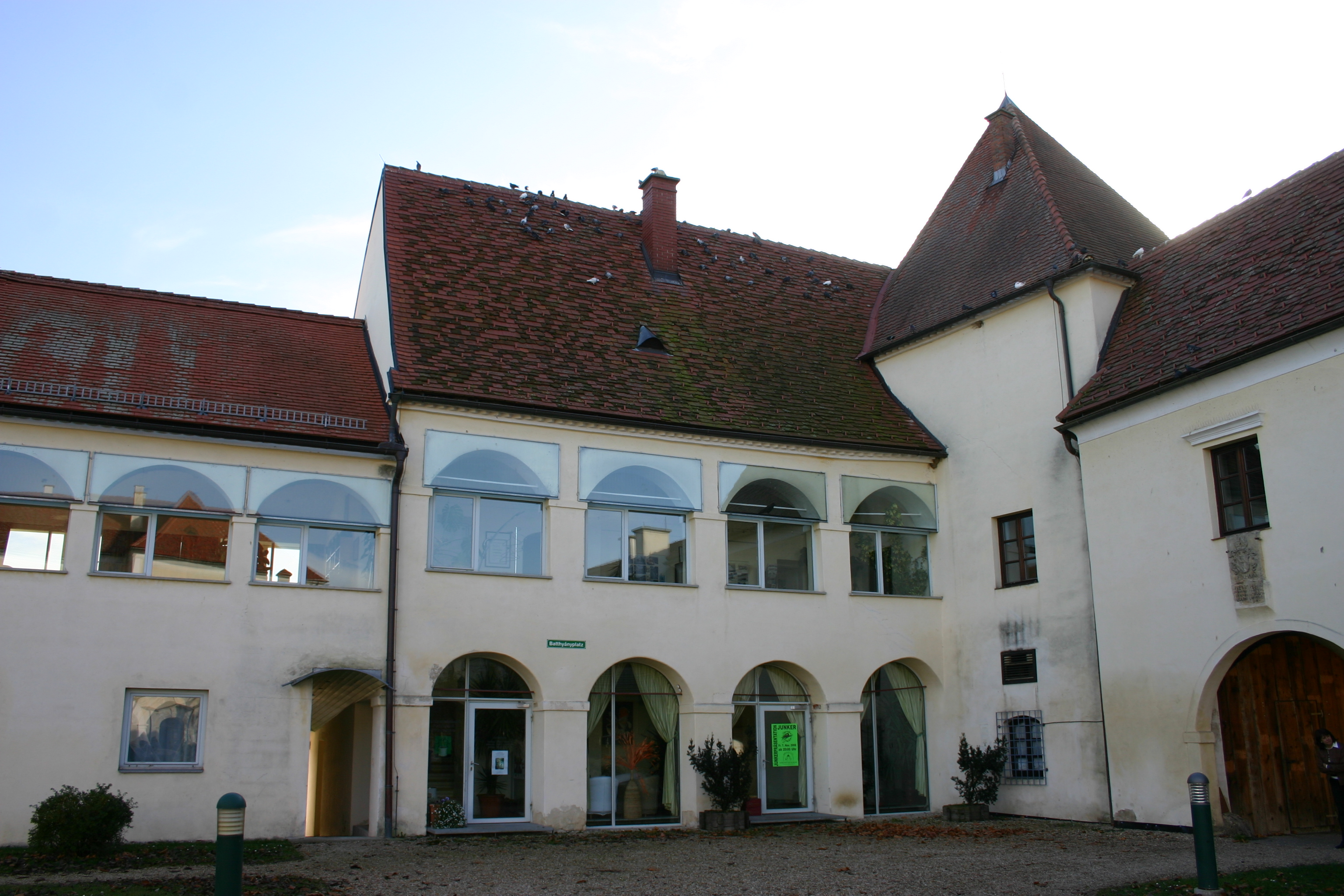
Gemeindeamt im Schloss

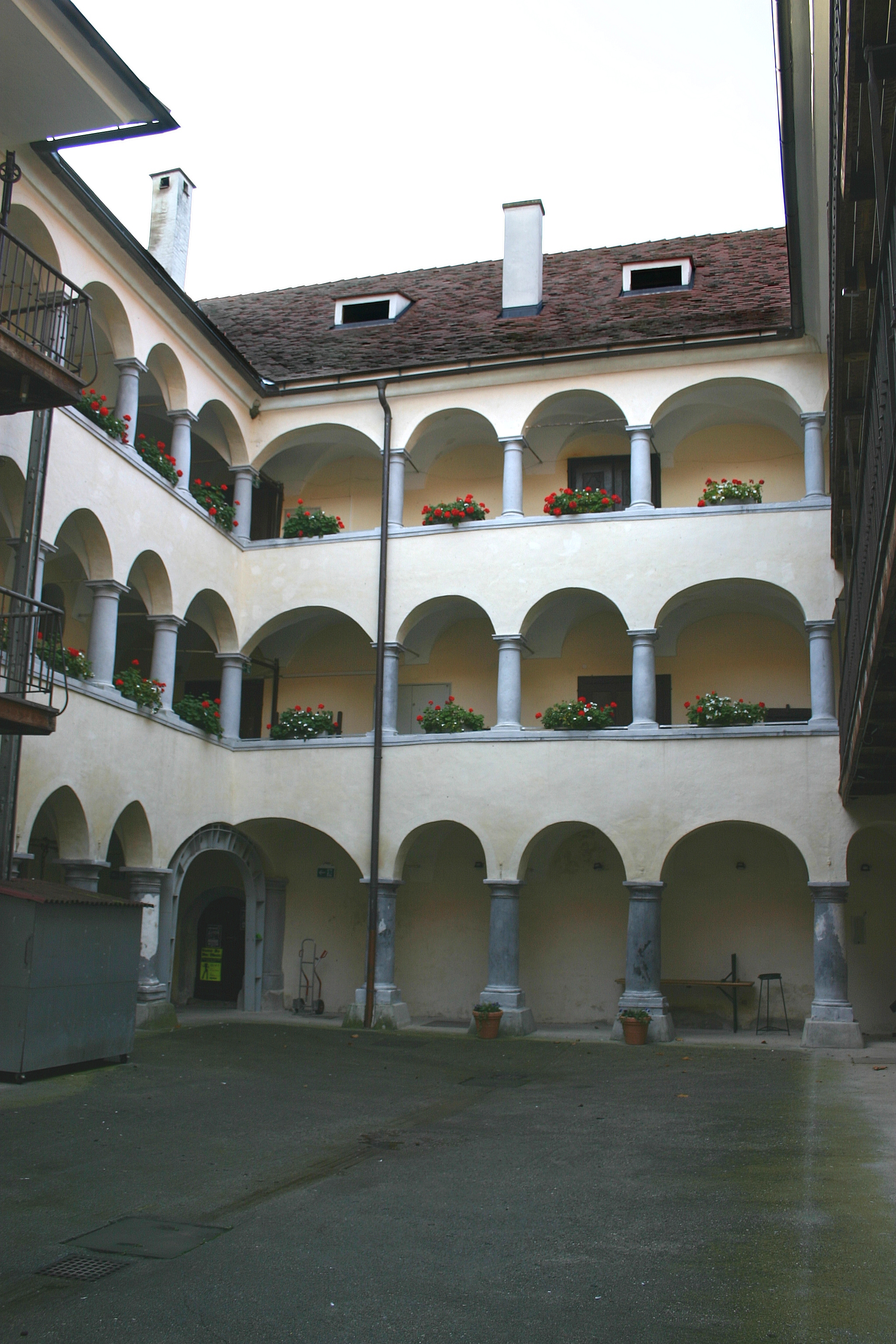
Arkadenhof im Schloss

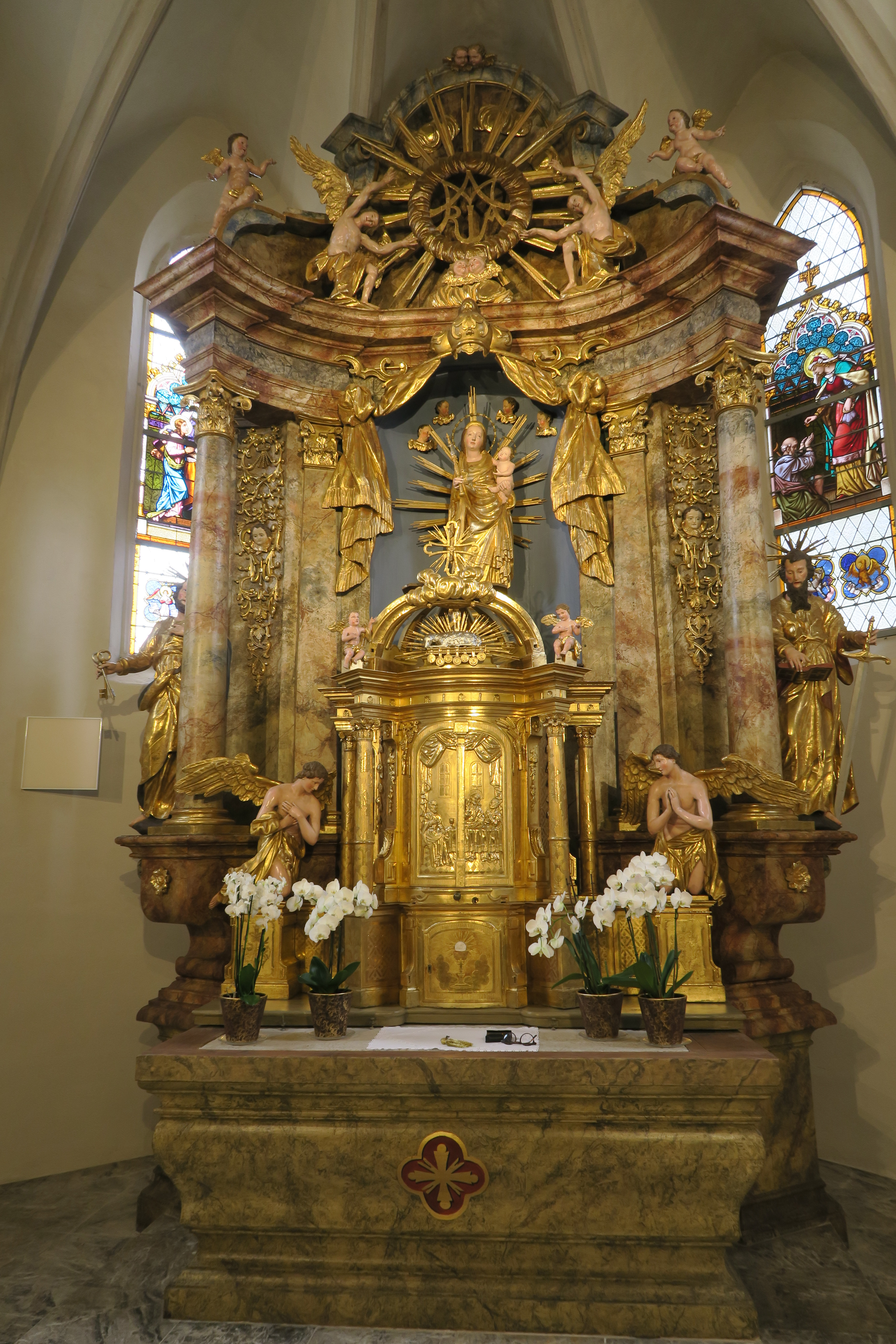
Der Altar der Wallfahrtskirche Maria Gnadenbrunn

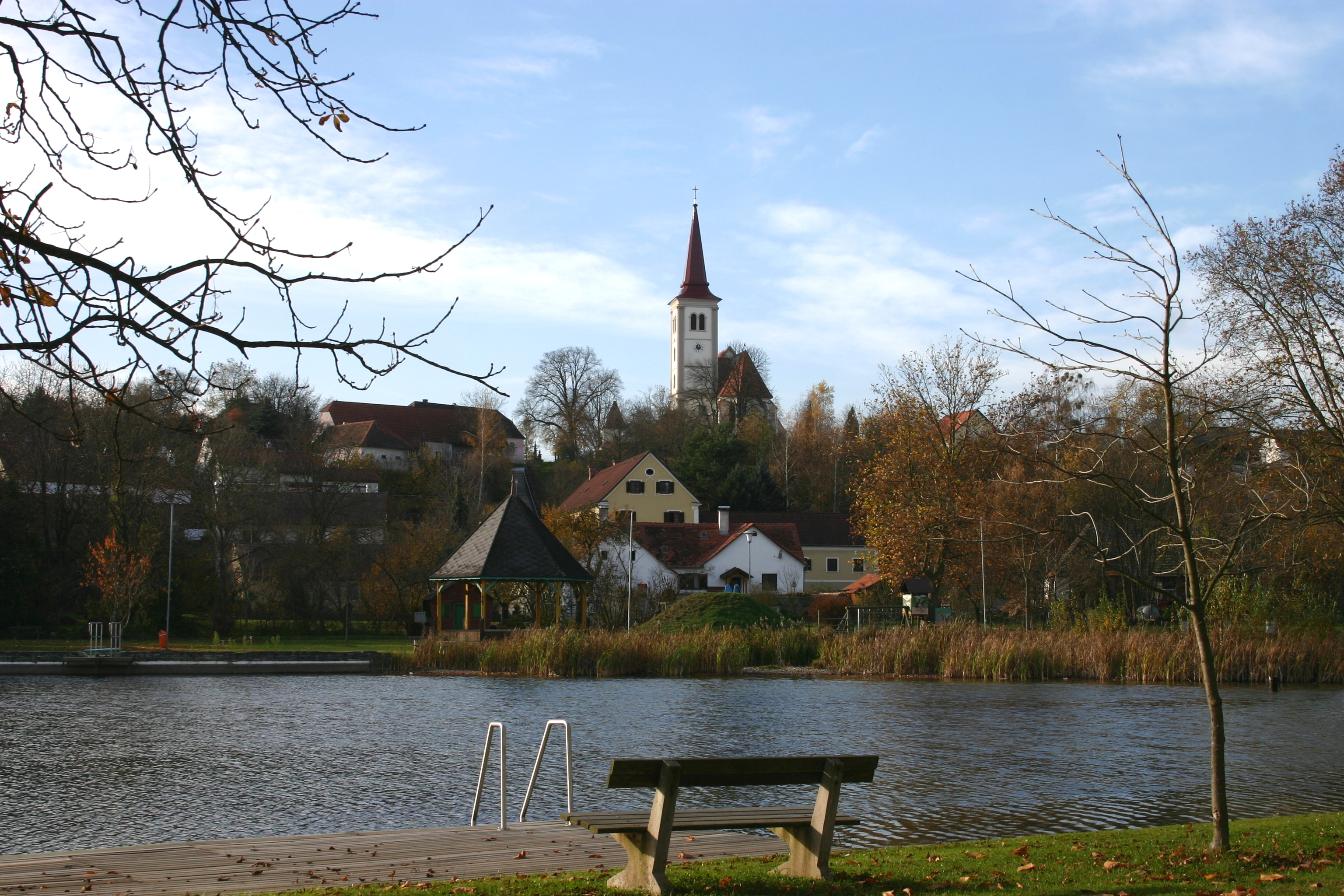
Naturbadeteich und Schwimmbad

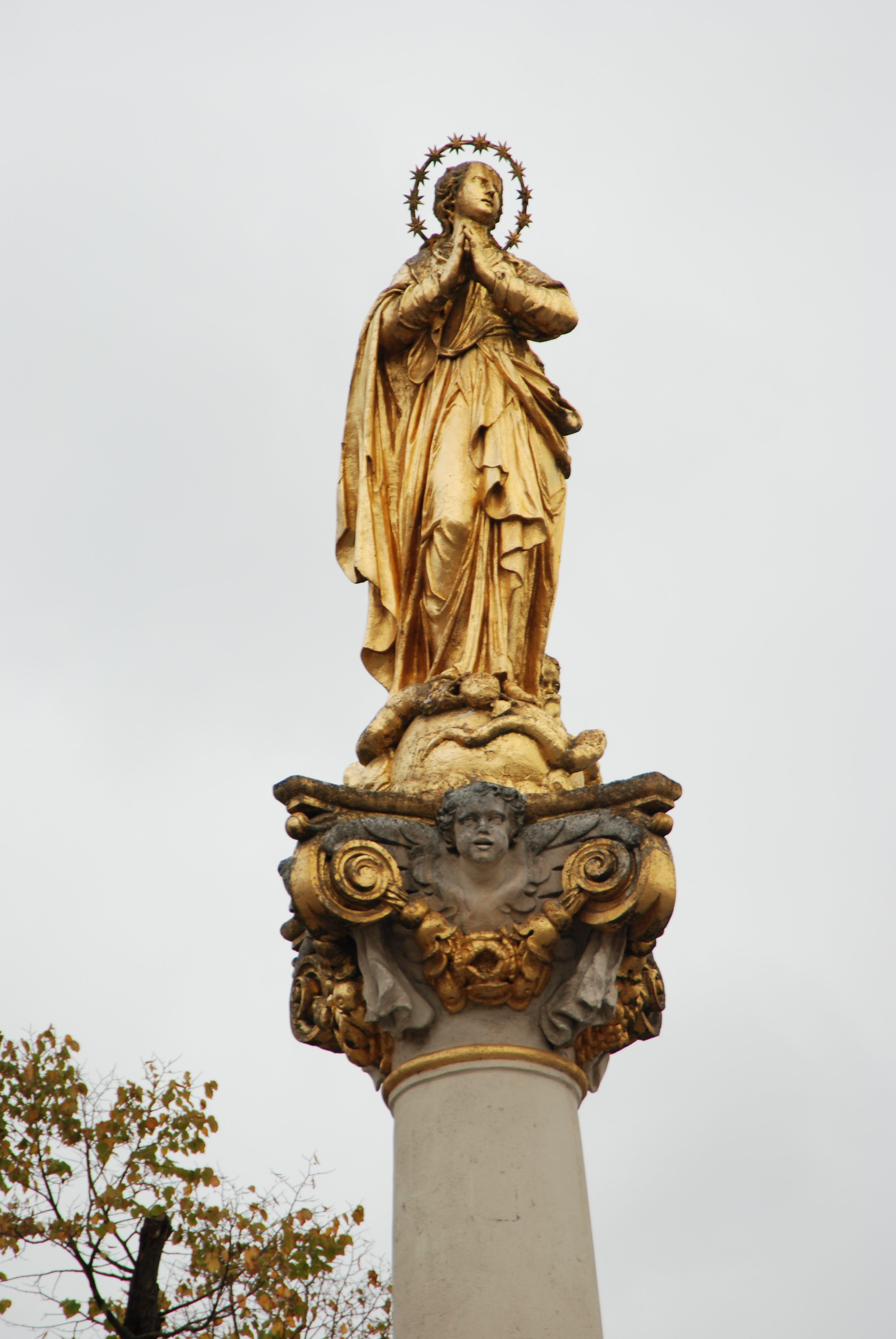
Mariensäule

Burgau ist eine Marktgemeinde mit 1090 Einwohnern (Stand 1. Jänner 2024) im politischen Bezirk Hartberg-Fürstenfeld in der Steiermark. Bekannt ist Burgau für das Wasserschloss sowie die Wallfahrtskirche Maria Gnadenbrunn.

## Geografie
Die Grenze im Osten bildet die Lafnitz, deren Tal rund 220 Meter über dem Meer liegt. Nach Westen steigt das Land zum Galgenwald und zum Entenwald auf 350 Meter an.
Die Gemeinde hat eine Fläche von 20,0 Quadratkilometer. Davon sind 38 Prozent landwirtschaftliche Nutzfläche und 53 Prozent sind bewaldet.

### Gliederung
Es existieren außer Burgau keine weiteren Katastralgemeinden.

### Nachbargemeinden
|                 | Neudau                                      | Burgauberg-Neudauberg |
| Bad Waltersdorf | Kompassrose, die auf Nachbargemeinden zeigt | Deutsch Kaltenbrunn   |
|                 | Bad Blumau                                  |                       |

## Geschichte
Das ursprünglich mit einem breiten Wassergraben befestigte Schloss war eine strategisch wichtige Grenzfestung gegen die Bedrohungen aus dem Osten und erhielt zusätzlichen Schutz durch die beiden Flüsse Lafnitz und Loben. Bis in das 12. Jahrhundert gibt es keine Quellen, die auf die Herrschaft Burgau Bezug nehmen. Das ehemalige Wasserschloss „Burg in der Au“ wird erst 1367 unter der Herrschaft der Herren von Puchheim (Adelsgeschlecht), die Burgau als landesfürstliches Lehen besaßen, urkundlich erwähnt. Der später zu einem Türkeneinfall umgedichtete Ungarneinfall von 1418 zog auch Burgau in Mitleidenschaft.
1429 gingen Markt und Feste Burgau als landesfürstliches Lehen an das Geschlecht der Herren von Neitperg (Burg Neuberg). Hans von Neitperg war der letzte seines Namens und Stammes, nach dessen Tod das Lehen durch die Herren von Polheim übernommen wurde. Die Polheimer verwalteten ihre Güter von Seggauberg (bei Leibnitz) aus. In dieser Zeit wurde Burgau den Vernichtungszügen der Söldner des Andreas Baumkircher ausgesetzt, die nach der verlorenen Schlacht bei Fürstenfeld und der Hinrichtung ihres Anführers 1471 die Oststeiermark und damit auch Burgau bis 1475 devastierten. Mit der Unterstützung Weikhard von Polheims ging die Bevölkerung daran, den Ort und die Kirche, in der sich das Epitaph Weikhards befindet, wieder aufzubauen. Fünf Jahre nach dem Tod Weikhards im Jahre 1489 empfing sein Sohn Seifried für sich und seinen Bruder, die beide in Linz ansässig waren, von Friedrich III. die Herrschaft Burgau als Lehen. Trotz der Verhandlungen mit Ungarn, die sie vor weiteren Einfällen bewahrten, geriet Seifried von Polheim in große finanzielle Schwierigkeiten und musste aufgrund von Zahlungsunfähigkeit das Schloss im November 1498 um 200 Gulden verpfänden. Im Jahre 1500 bekam Erhard von Polheim wegen seiner Tapferkeit gegen die Türken die Herrschaft Burgau nun als freies Eigen geschenkt und ging sofort daran, die Befestigungsanlagen der Burg auszubauen. So konnten die Türken 1529 und 1532 erfolgreich abgewehrt werden. Allerdings wurden zahlreiche Burgauer von den Türken, die in diesem Jahr auch Wien zum ersten Mal belagerten, verschleppt und getötet.
Ab 1530 verwaltete Weikhart von Polheim für seinen Vater Erhard die Herrschaft, ab 1538 folgte er ihm im Besitz. Ebenfalls von Geldsorgen geplagt, veranlasste er den Umbau der Burg und ließ den Bergfried abtragen, die Wehrmauern verstärken, die nun die Vorburg mit dem Wohnschloss verbanden, an der Südfront der Vorburg zwei neue Wehrtürme errichten und einen Wassergraben anlegen. Das Torhaus wurde nun durch eine Zugbrücke verschlossen, eine Holzbrücke überspannte den Wehrgraben. Damals erhielt der Wehrbau sein endgültiges Aussehen. Das Schloss Burgau war somit zu einem großen Wasserschloss ausgebaut. Nach dem Tode Weikhards von Polheim 1550 verwaltete sein Bruder Hans das Schloss für seinen Sohn Wigolens.
1559 und 1564 musste die verschuldete Herrschaft Burgau verpfändet werden, die noch im darauffolgenden Jahr als Erbe an Hans von Zelking fiel, der sie an Mathias von Trauttmannsdorff verkaufte, dessen Familie durch hohe Abgaben des Robots (Frondienst) die Bevölkerung unter Druck setzte. Ein Gesuch der Bürger von Burgau um Robotbefreiung aus dem Jahre 1675 bzw. 1687 wurde von der innerösterreichischen Regierung abgewiesen. An diese Besitzperiode erinnert ein Inschriftstein, der mit dem Trauttmannsdorffschen Wappen über dem Eingangsportal folgende Worte trägt: „Maximilian Graf von Trautmannsdorf und Weinsberg, Ritter des goldenen Vlies, Röm. Kais. Majestät Ferdinand III. geheimer Rath, Kämmerer und Obersthofmeister“.
Im Jahre 1704 fielen die Kuruzen, rebellische Gegner der habsburgischen Herrschaftsansprüche, in dieses Gebiet ein und weite Teile der Oststeiermark wurden verwüstet. Dass Burgau wie durch ein Wunder von diesen Attacken zum Großteil verschont blieb, ist nur auf die geschickte Verhandlungstaktik des Burgauer Bürgermeisters zurückzuführen, der den Rebellen Waren und Münzen als Lösegeld angeboten hatte. Max Gundakher Graf von Trauttmannsdorff, der schon 1749 einen Teil des Besitzes von seinem Vater übernommen hatte, verkaufte 1753 diesen schließlich an den aus ungarischem Adel stammenden Grafen Adam III. Batthyány, dessen Familie zu den bedeutendsten Besitzern der Herrschaft Burgau zählt.
Dessen Sohn und Nachfolger, Karl II. Graf Batthyány (1742–1814) war kaiserlicher Botschafter in London. Er war von der rein maschinell arbeitenden neuen Spinntechnik in England überzeugt und hatte zwei Baumwollstreckmaschinen und eine Spinnmaschine aus England herausschmuggeln und nach Burgau transportieren lassen, wo er 1789 die erste Baumwollspinnerei der Habsburgermonarchie gründete und so wesentlich zur Schaffung von Arbeitsplätzen für die einheimische Bevölkerung beitrug. Später wurde für die Arbeiter der Spinnfabrik sogar eine eigene Arbeitersiedlung, der sogenannte „Untere Markt“, errichtet. Schwierigkeiten mit der Rohstoffbeschaffung, zunehmende Konkurrenz aus dem Wiener Raum und die Franzosenkriege führten 1808 zu einer zeitweiligen Schließung der Fabrik.
1831 erwarb der Wiener Garngroßhändler Georg Borckenstein (1787–1863) die Fabriksanlagen und erweiterte und modernisierte sie, sodass vier Jahre später die Produktion wieder aufgenommen werden konnte. 1843 erfolgte eine Expansion des Betriebs ins benachbarte Neudau: Eine Erweiterung in Burgau wurde vom Gemeinderat abgelehnt, weil die damit verbundenen Soziallasten damals von der Gemeinde zu tragen waren. Im Laufe des 20. Jahrhunderts wurde der Betrieb dann vollständig nach Neudau verlagert und 1987 wurden die alten Fabriksgebäude in Burgau geschleift und Wiesen angelegt. Die ab 1853 „G. Borckenstein und Sohn“ genannte Firma fusionierte 1979 mit ihrem Miteigentümer „Seutter & Co.“ Zuletzt (2019) hieß die Firma „Borckenstein GmbH“.
In Burgau befand sich nicht nur die älteste Textilfabrik der Donaumonarchie, auch andere technische Errungenschaften lassen sich hier schon früh nachweisen. So beschaffte Graf Carl Batthyány auch eine moderne Dreschmaschine aus England; bereits 1884 wurde Burgau durch die Lokalbahn Bierbaum–Neudau an das Eisenbahnnetz angeschlossen und im Jahre 1909 wurde hier durch den k.u.k. Hauptmann Johann Svetits ein Elektrizitätswerk erbaut.
Der letzte Besitzer von Schloss Burgau, Graf Lajos Batthyány, Nachfolger von Graf Carl Batthyány, wurde als Ministerpräsident und Anführer der Märzrevolution in Ungarn verhaftet und im Oktober 1849 hingerichtet. In Gedenken an ihn wurde im Oktober 1999 zum 150. Todestag eine Batthyány-Büste und Gedenktafel im Schlosshof angebracht.
Seit 1871 ist das Schloss im Besitz der Marktgemeinde Burgau. Bis 1968 war die Volksschule im Schloss untergebracht. 1990 richtete Ryke Geerd Hamer dort ein Zentrum für Neue Medizin ein, das 1995 behördlich geschlossen wurde.
In den letzten Jahren wurden das Schloss, der Innenhof und die Vorburg mit Rundturm restauriert. Der Rundturm beherbergt das Gemeindeamt und ein Schlosscafé, in der Vorburg (ehemaliger Bedienstetentrakt) befinden sich Wohnungen. Der Keller des Hauptschlosses zeigt ein schönes Ziegelgewölbe und wird für Veranstaltungen genutzt. Der Festsaal im zweiten Stock des Schlosses sowie der Innenhof mit den Arkadengewölben wird für kulturelle Veranstaltungen genutzt. (Ausstellungen, Konzerte, Theateraufführungen, Hochzeiten, Kongresse …)
1998 wurde der Wassergraben auf der Westseite des Schlosses wieder errichtet.

## Bevölkerungsentwicklung
| Burgau: Einwohnerzahlen von 1869 bis 2024           | Burgau: Einwohnerzahlen von 1869 bis 2024 | Burgau: Einwohnerzahlen von 1869 bis 2024 | Burgau: Einwohnerzahlen von 1869 bis 2024 | Burgau: Einwohnerzahlen von 1869 bis 2024 |
| --------------------------------------------------- | ----------------------------------------- | ----------------------------------------- | ----------------------------------------- | ----------------------------------------- |
| Jahr                                                |                                           |                                           |                                           | Einwohner                                 |
| 1869                                                | 1869                                      |                                           | 1.174                                     | 1.174                                     |
| 1880                                                | 1880                                      |                                           | 1.293                                     | 1.293                                     |
| 1890                                                | 1890                                      |                                           | 1.357                                     | 1.357                                     |
| 1900                                                | 1900                                      |                                           | 1.289                                     | 1.289                                     |
| 1910                                                | 1910                                      |                                           | 1.225                                     | 1.225                                     |
| 1923                                                | 1923                                      |                                           | 1.165                                     | 1.165                                     |
| 1934                                                | 1934                                      |                                           | 1.161                                     | 1.161                                     |
| 1939                                                | 1939                                      |                                           | 1.139                                     | 1.139                                     |
| 1951                                                | 1951                                      |                                           | 1.219                                     | 1.219                                     |
| 1961                                                | 1961                                      |                                           | 1.142                                     | 1.142                                     |
| 1971                                                | 1971                                      |                                           | 1.137                                     | 1.137                                     |
| 1981                                                | 1981                                      |                                           | 1.067                                     | 1.067                                     |
| 1991                                                | 1991                                      |                                           | 1.134                                     | 1.134                                     |
| 2001                                                | 2001                                      |                                           | 1.046                                     | 1.046                                     |
| 2011                                                | 2011                                      |                                           | 992                                       | 992                                       |
| 2021                                                | 2021                                      |                                           | 1.066                                     | 1.066                                     |
| 2024                                                | 2024                                      |                                           | 1.090                                     | 1.090                                     |
| Quelle(n): Statistik Austria, Gebietsstand 1.1.2021 |                                           |                                           |                                           |                                           |

## Kultur und Sehenswürdigkeiten

### Wasserschloss Burgau
Die Burg wurde vermutlich zu Beginn des 14. Jahrhunderts errichtet und bestand ursprünglich nur aus einem von Wassergräben umgebenen Wehrturm. Erhard von Polheim errichtete 1538 die große zweigeschoßige Vorburg. Das heutige Aussehen erhielt die Hauptburg 1624 durch einen großzügigen Ausbau. Bei einem Unwetter 1778 wurde der Mittelturm des Schlosses stark beschädigt und daraufhin abgetragen. Seit 1870 ist die Marktgemeinde die Eigentümerin der Burg. Sie nutzt das Gebäude als Gemeindeamt und für Veranstaltungen, in der Vorburg wurden Wohnungen geschaffen.
Außerdem erhielt der Innenhof des Schlosses im September 1999 den 4. Tisch einer 5-teiligen Steintischserie, den sogenannten Utopientisch.
- Katholische Pfarrkirche Burgau Mariä Geburt: In der Pfarrkirche Burgau findet jedes Jahr von April bis Oktober an jedem 13. Tag des Monats eine Wallfahrt statt.

### Hauptplatz mit Mariensäule
Am Burgauer Hauptplatz befindet sich auf einem quadratischen Sockel eine ca. elf Meter hohe Mariensäule. Sie wurde 1750 errichtet und an der Spitze befindet sich eine vergoldete Marienfigur aus der Veit Königer Werkstatt, die nach Osten blickt; zur Erinnerung, aus welcher Richtung die Pest in den Ort kam. Ein Stich des Topographen Georg Matthäus Vischer vom Markt Burgau lässt allerdings vermuten, dass sich eine Säule bereits um 1670 auf dem Hauptplatz befunden hat.
Auf der Marmortafel am Fuß der Säule ist auch das Jahr 1778 vermerkt, in dem ein heftiges Unwetter den Ort verwüstete. Bei diesem Unwetter wurde u. a. die Mariensäule umgeworfen und auch der nördliche Turm des Schlosses zerstört. Seit diesem Unwetter ist der Heilige Donatus der Ortspatron von Burgau und ihm zu Ehren wird jedes Jahr am zweiten Sonntag im Juli eine Bittprozession mit anschließendem Pfarrfest abgehalten.
Bei der Erneuerung des Burgauer Ortsbildes wurde am Hauptplatz auch ein Steinbrunnen neu angelegt und um die alte Linde (Naturschutzdenkmal) eine Rundbank aufgestellt.

### Tschartake
Anlässlich der Ausstellung Labonca-Lafnitz – Leben an einer der ältesten Grenzen Europas im Jahr 1995, wurde direkt an der Lafnitz ein Grenzwächterhaus, die Tschartake, nachgebaut.
Dieses Grenzwächterhaus liegt am sogenannten „Kuruzzenwanderweg“. Dieser Wanderweg ist auch gleichzeitig ein Naturlehrpfad, der Schautafeln über die Flora und Fauna im Hügelland, die Bedeutung der Hecken, die Ökologie der Aulandschaft, die Bedeutung der Streuobstwiesen und über die Veränderungen der Landschaft durch Anbau zeigt.
Im August 2012 wurden die Tschartake sowie die Brücke über die Lafnitz im Zuge der notwendigen Renovierung komplett erneuert.

### Kapellen und Marterln
Auf Rad- und Wanderwegen in Burgau finden sich viele Kapellen und Marterln.
Ein paar Beispiele dafür sind:
- das Rote Kreuz
- die Mühlhauser Kapelle
- die Heilige Dreifaltigkeitskapelle
- das Galgenkreuz
- das Schwarze Kreuz
- das Mariazeller Kreuz

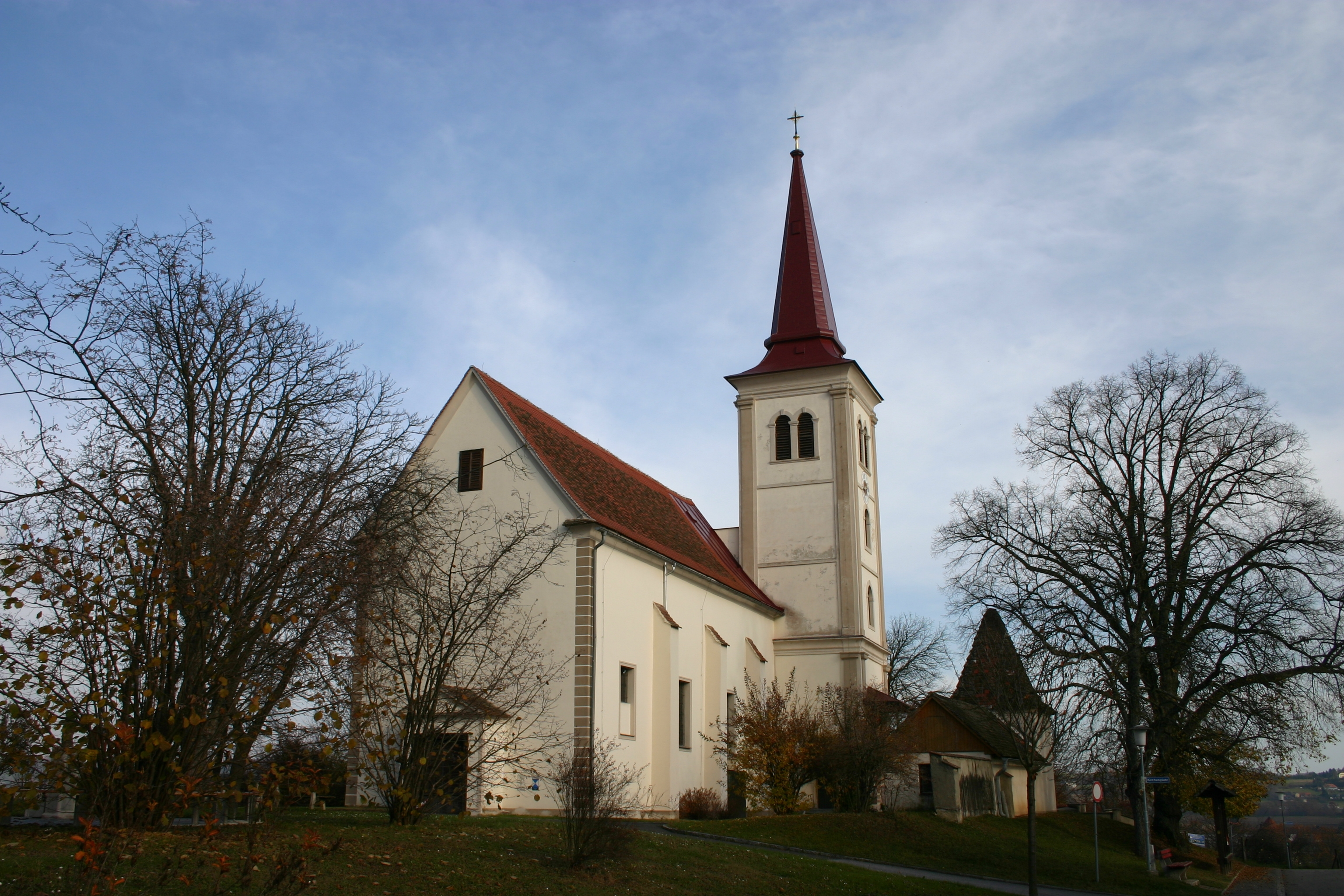
Pfarrkirche Burgau
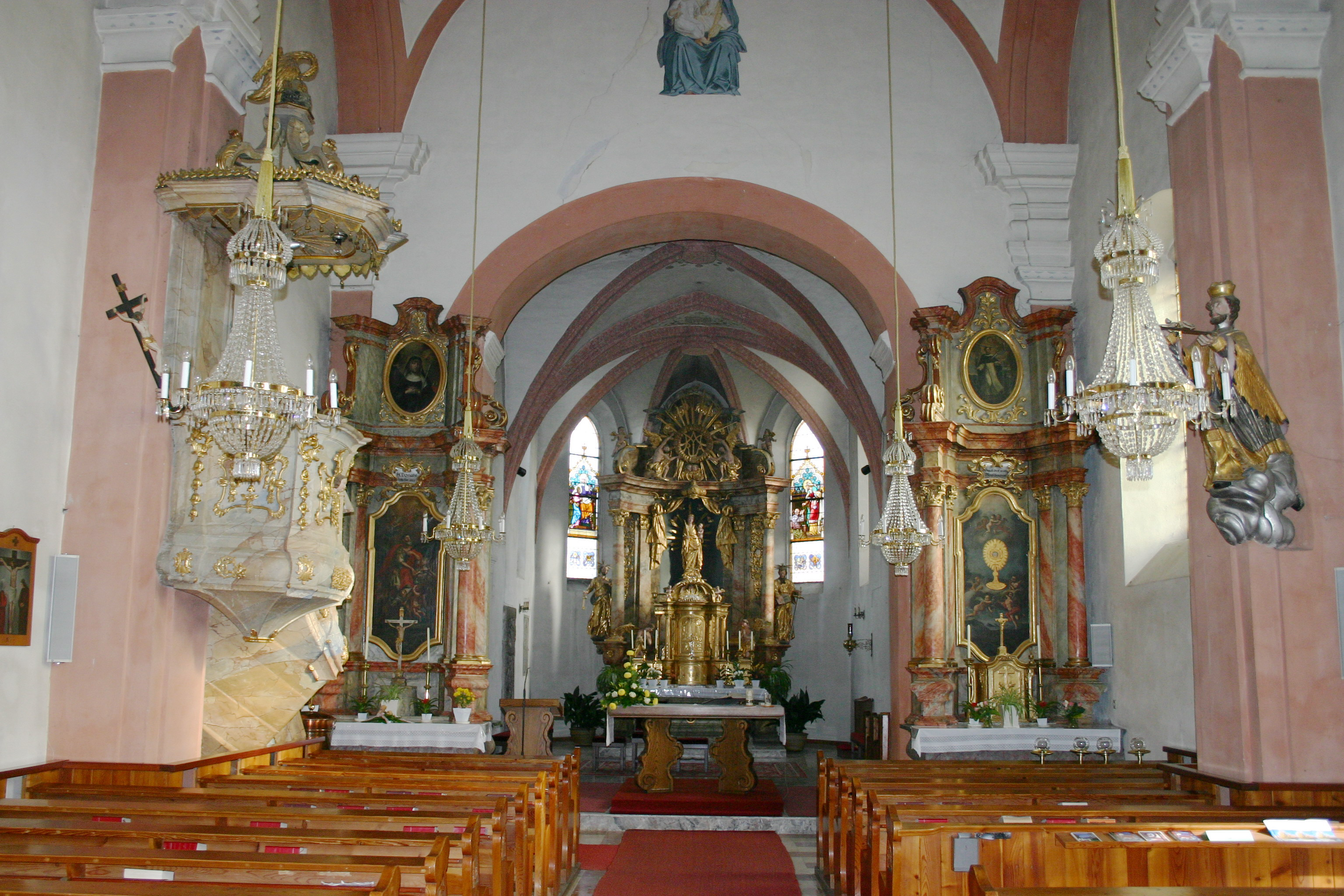
Innenansicht der Pfarrkirche
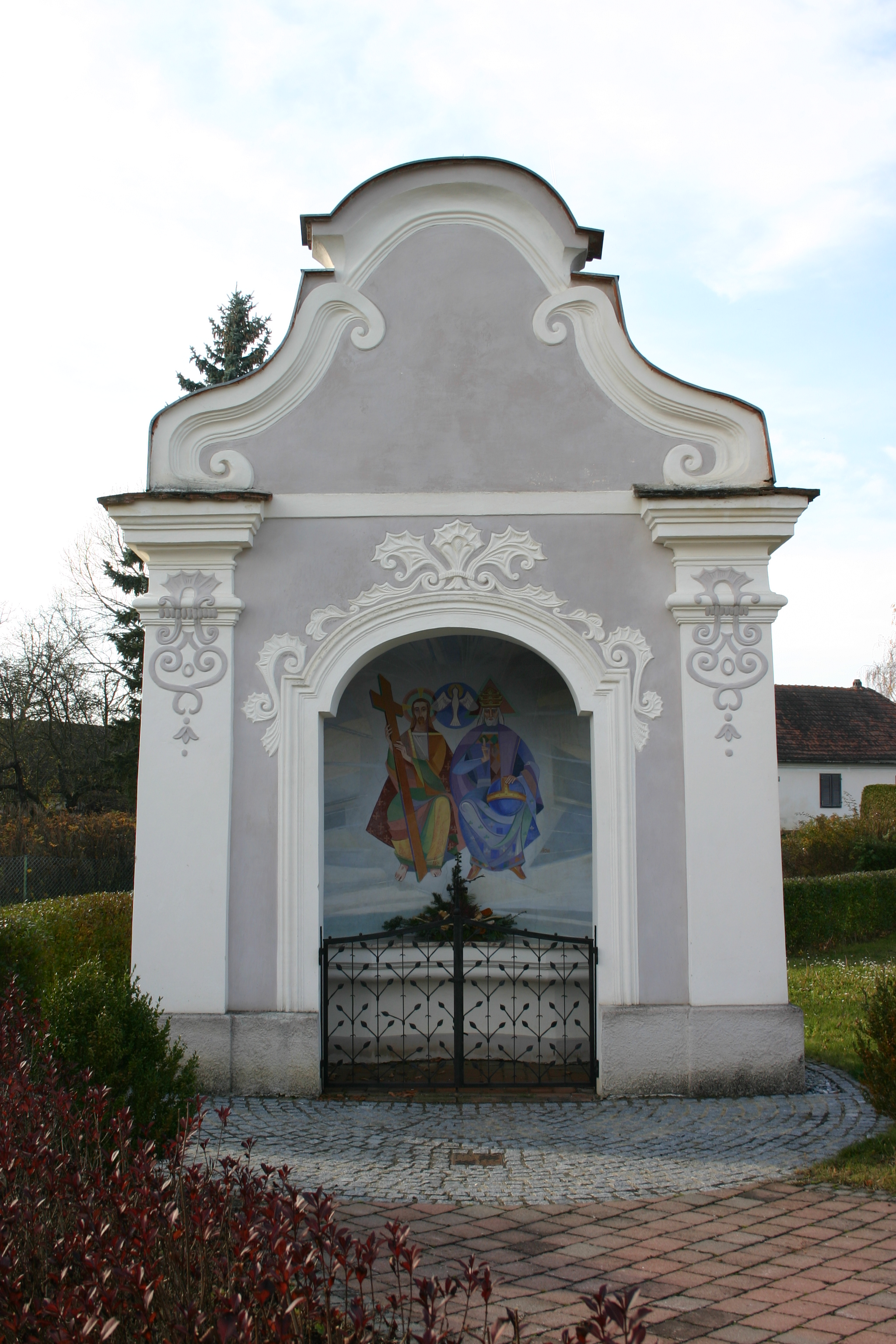
Dreifaltigkeitskapelle
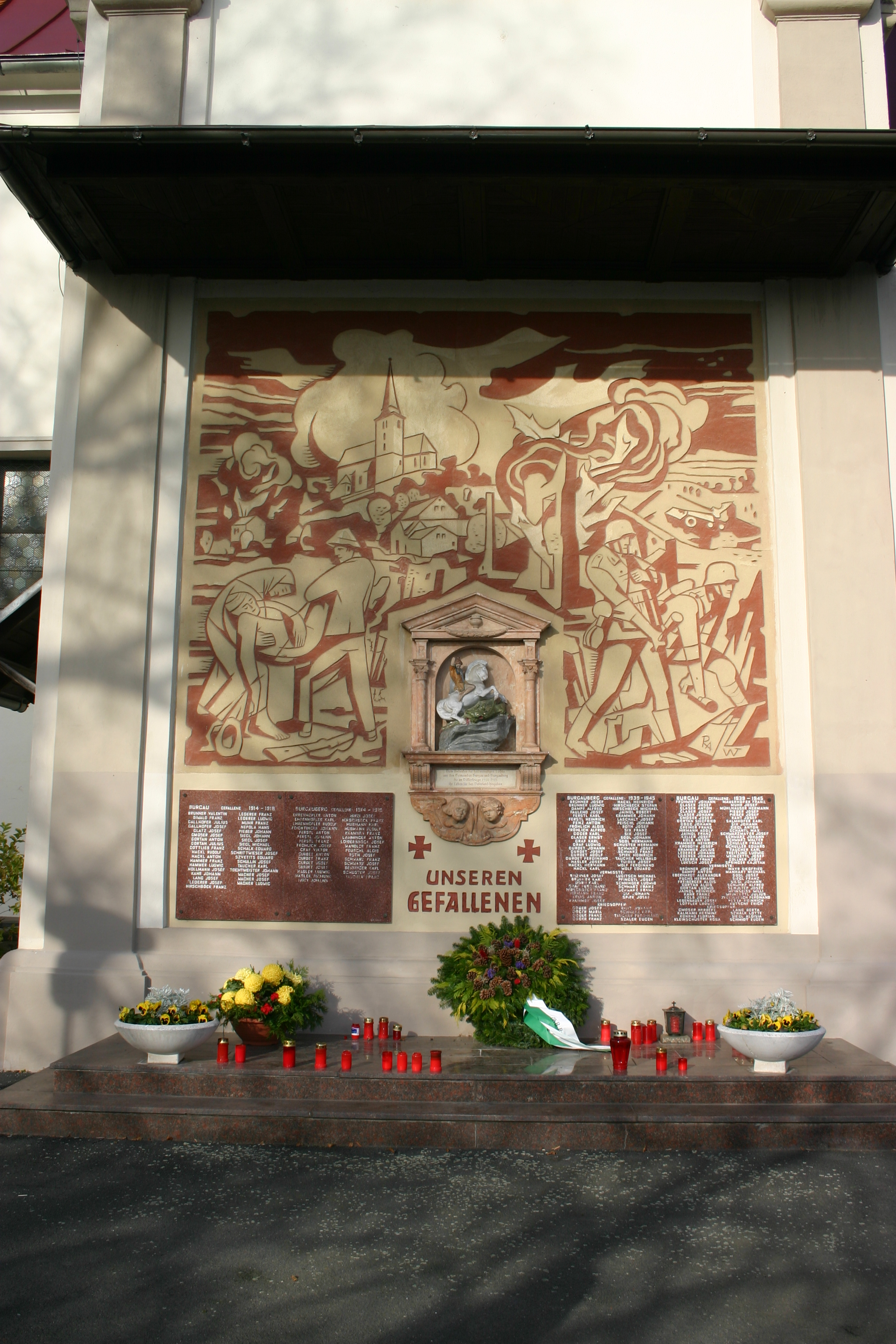
Kriegsopferdenkmal
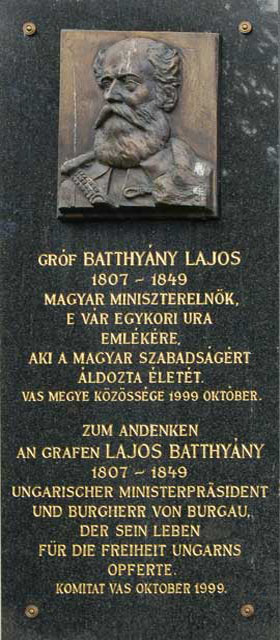
Gedenktafel für Lajos Batthyány (Inschrift in Ungarisch und Deutsch)

## Wirtschaft und Infrastruktur

### Wirtschaftssektoren
Von den 32 landwirtschaftlichen Betrieben des Jahres 2010 wurden 4 im Haupterwerb geführt. Diese bewirtschafteten 57 Prozent der Flächen. Im Produktionssektor arbeiteten 93 Erwerbstätige im Bereich Herstellung von Waren und 39 in der Bauwirtschaft. Die wichtigsten Arbeitgeber des Dienstleistungssektors waren die Bereiche Handel (69) und soziale und öffentliche Dienste (34 Mitarbeiter).
| Wirtschaftssektor            | Anzahl Betriebe | Anzahl Betriebe | Anzahl Betriebe | Erwerbstätige | Erwerbstätige | Erwerbstätige |
| Wirtschaftssektor            | 2021            | 2011            | 2001            | 2021          | 2011          | 2001          |
| ---------------------------- | --------------- | --------------- | --------------- | ------------- | ------------- | ------------- |
| Land- und Forstwirtschaft 1) | 11              | 32              | 45              | 13            | 14            | 21            |
| Produktion                   | 22              | 18              | 10              | 190           | 132           | 49            |
| Dienstleistung               | 63              | 57              | 43              | 199           | 146           | 150           |

1) Betriebe mit Fläche in den Jahren 2010 und 1999, Arbeitsstätten im Jahr 2021

### Arbeitsmarkt, Pendeln
Im Jahr 2011 lebten 431 Erwerbstätige in Burgau. Davon arbeiteten 122 in der Gemeinde, mehr als 70 Prozent pendelten aus.

## Politik

### Bürgermeister
Gregor Löffler (ÖVP) wurde bei der konstituierenden Sitzung des Gemeinderats am 23. April 2015 neuerlich zum Bürgermeister gewählt.
Dem Gemeindevorstand gehören weiters der Vizebürgermeister Wolfgang Florian (ÖVP) der Gemeindekassier Harald Gmoser (SPÖ) an.
Amtsleiterin ist Gudrun Gurdet-Maurer.

### Gemeinderat
Der Gemeinderat besteht aus 15 Mitgliedern. Die Mandatsverteilung nach der Gemeinderatswahl 2020 lautet:
- 9 ÖVP und
- 6 SPÖ.

Die letzten Gemeinderatswahlen brachten folgende Ergebnisse:
| Partei          | 2020             | 2020             | 2020             | 2015             | 2015             | 2015             | 2010             | 2010             | 2010             | 2005             | 2005             | 2005             | 2000 | 2000 | 2000 |
| Partei          | Stimmen          | %                | Mandate          | Sti.             | %                | M.               | Sti.             | %                | M.               | Sti.             | %                | M.               | Sti. | %    | M.   |
| --------------- | ---------------- | ---------------- | ---------------- | ---------------- | ---------------- | ---------------- | ---------------- | ---------------- | ---------------- | ---------------- | ---------------- | ---------------- | ---- | ---- | ---- |
| ÖVP             | 413              | 62               | 9                | 454              | 64               | 10               | 482              | 68               | 10               | 386              | 57               | 9                | 415  | 61   | 9    |
| SPÖ             | 248              | 38               | 6                | 258              | 36               | 05               | 226              | 32               | 05               | 294              | 43               | 6                | 217  | 32   | 5    |
| FPÖ             | nicht kandidiert | nicht kandidiert | nicht kandidiert | nicht kandidiert | nicht kandidiert | nicht kandidiert | nicht kandidiert | nicht kandidiert | nicht kandidiert | nicht kandidiert | nicht kandidiert | nicht kandidiert | 050  | 07   | 1    |
| Wahlberechtigte | 907              | 907              | 907              | 920              | 920              | 920              | 858              | 858              | 858              | 829              | 829              | 829              | 800  | 800  | 800  |
| Wahlbeteiligung | 74 %             | 74 %             | 74 %             | 80 %             | 80 %             | 80 %             | 84 %             | 84 %             | 84 %             | 85 %             | 85 %             | 85 %             | 88 % | 88 % | 88 % |

### Städtepartnerschaft
Bereits seit Mitte der 1970er Jahre bestehen Kontakte zur Markgrafenstadt Burgau in Bayern. Offiziell besiegelt wurde die Partnerschaft im Jahr 1982.

### Wappen
Blasonierung: Das Burgauer Wappen zeigt im grünen Schild einen gemauerten silbernen Brunnen mit Brunnenrad und Brunnenhaube.

## Persönlichkeiten

### Ehrenbürger
- Hermann Wallner († 2019), Bürgermeister von Burgau 1990–2003

### Söhne und Töchter der Gemeinde
- Aegidius Schenk (1719–1780), Komponist und Organist
- Josef Siegl (1887–1923), Politiker der Christlichsozialen Partei, Abgeordneter zum Nationalrat 1920–1923
- Reinhard Müller (* 1954), Soziologe